# Bučina na Kienhaidě
Bučina na Kienhaidě byla přírodní rezervace ev. č. 2104 západně od obce Kalek v okrese Chomutov. Zrušena byla Nařízením Ústeckého kraje ze dne 21. března 2012 pod číslem 11/2012.
Důvodem zřízení byla ochrana největšího přirozeného, životaschopného, bohatě se zmlazujícího, souvislého porostu kyselých až svěžích smrkových bučin na biotopických rulách náhorní plošiny východního Krušnohoří v nadmořské výšce 780–830 metrů.
Území původní rezervace se stalo součástí nové rozsáhlejší přírodní rezervace Prameniště Chomutovky.